# Cadaverine
Cadaverine (IUPAC-naam: pentaan-1,5-diamine) is een organische verbinding met als brutoformule C5H14N2. De stof komt voor als een kleurloze vloeistof met een indringende geur. Ze ontstaat bij het rotten van dierlijk weefsel. De stof is een toxisch diamine dat structureel verwant is aan putrescine (1,4-butaandiamine).

## Geschiedenis
Zowel cadaverine als putrescine werden in 1885 door de arts Ludwig Brieger in Berlijn ontdekt.

## Biologisch voorkomen
Cadaverine is het decarboxyleringsproduct van het aminozuur lysine.
De stof is niet alleen bekend van het rottingsproces. In kleine hoeveelheden wordt het ook in levende organismen gevormd. De stof is gedeeltelijk verantwoordelijk voor de geur van urine en sperma.

## Klinische betekenis
Bij patiënten met een storing in het lysine-metabolisme worden soms verhoogde concentraties cadaverine in de urine gemeten.

## Toxicologie en veiligheid
In grote hoeveelheden is cadaverine toxisch. In ratten is een lage acute toxiciteit van meer dan 2000 mg/kg lichaamsgewicht.